# Señor de Sipán

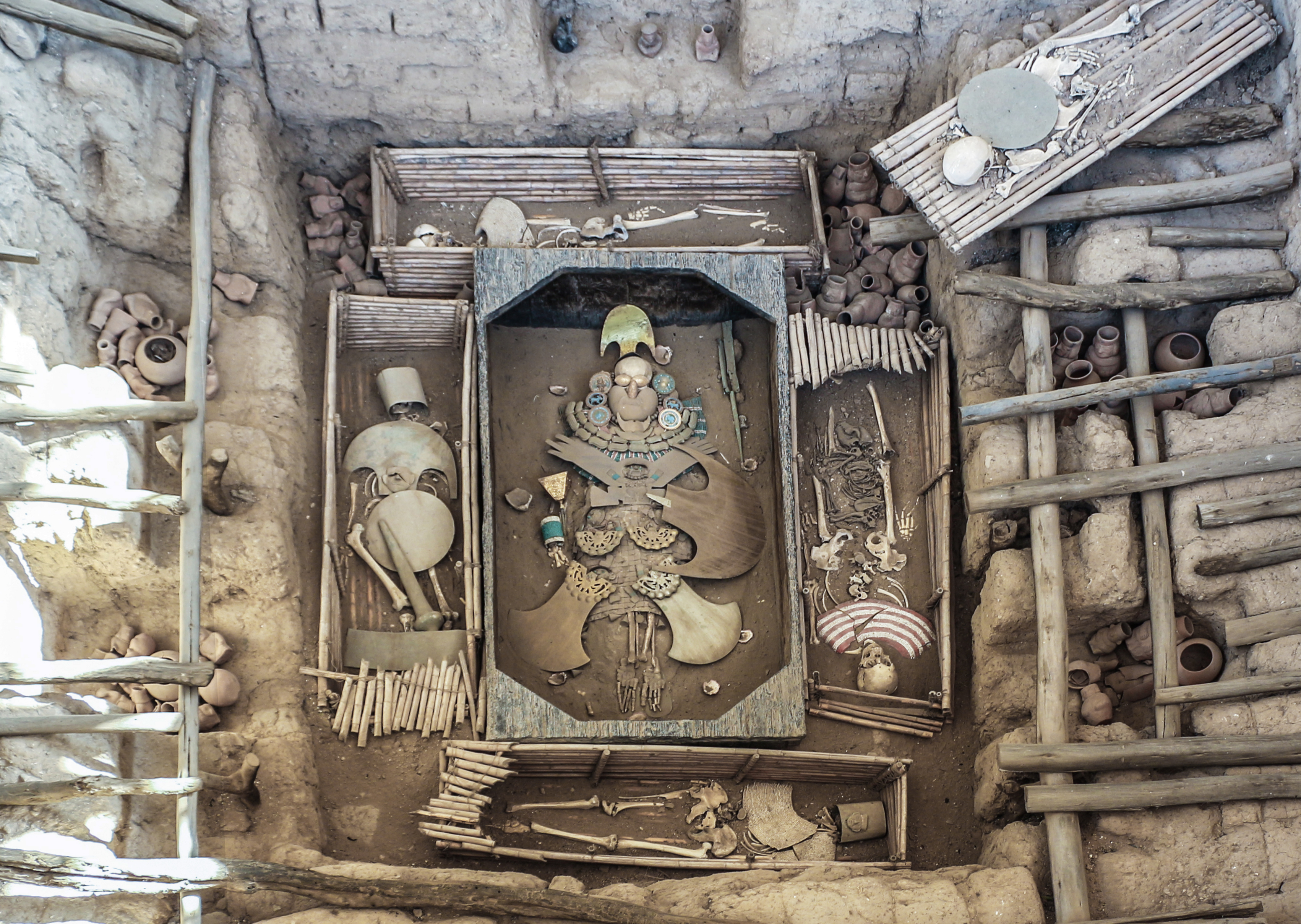
Mormântul lui Señor de Sipán, împreună cu paznicii săi (ale căror picioare au fost amputate).

El Señor de Sipán a fost un conducător din perioada culturii moche din secolul al treilea, al cărei domeniu cuprindea partea de nord a Peru. Arheologul peruvian Walter Alva, împreună cu echipa sa, a descoperit mormântul acestui Señor de Sipán în 1987. Descoperirea acestor morminte regale a marcat o etapă importantă în arheologia continentului american, pentru că, pentru prima dată, a fost găsit intact și fără urme de jaf, un mormânt regal al unei civilizații peruviene preincase. Sicriul de lemn în care a fost găsit, a fost primul de acest tip care a fost găsit în America și a arătat bogăția și măreția singurului conducător și războinic antic din Peru descoperit până atunci, și care a trăit în jurul anului 250 era noastră.

## Situarea geografică
Descoperirea a fost făcută în orașul Sipán în Chiclayo, aparținând districtului de Zaña; a aparținut culturii Mochica, în care era adorat zeul Ai Apaec ca principală divinitate, chiar dacă venerau și Marea și Luna. Cu toate acestea, originea sa este încă în dezbatere, din cauză că istoricul japonez Izumi Shimada îi atribuie o nouă origine, alta decât cultura Mochica; de obicei, este atribuit culturii Lambayeque, diferența între aceste culturi constând în modul rafinat de lucrare a bijuteriilor și a celorlalte artefacte; în plus ar fi vorba de zeul Naylamp.

## Descoperirea

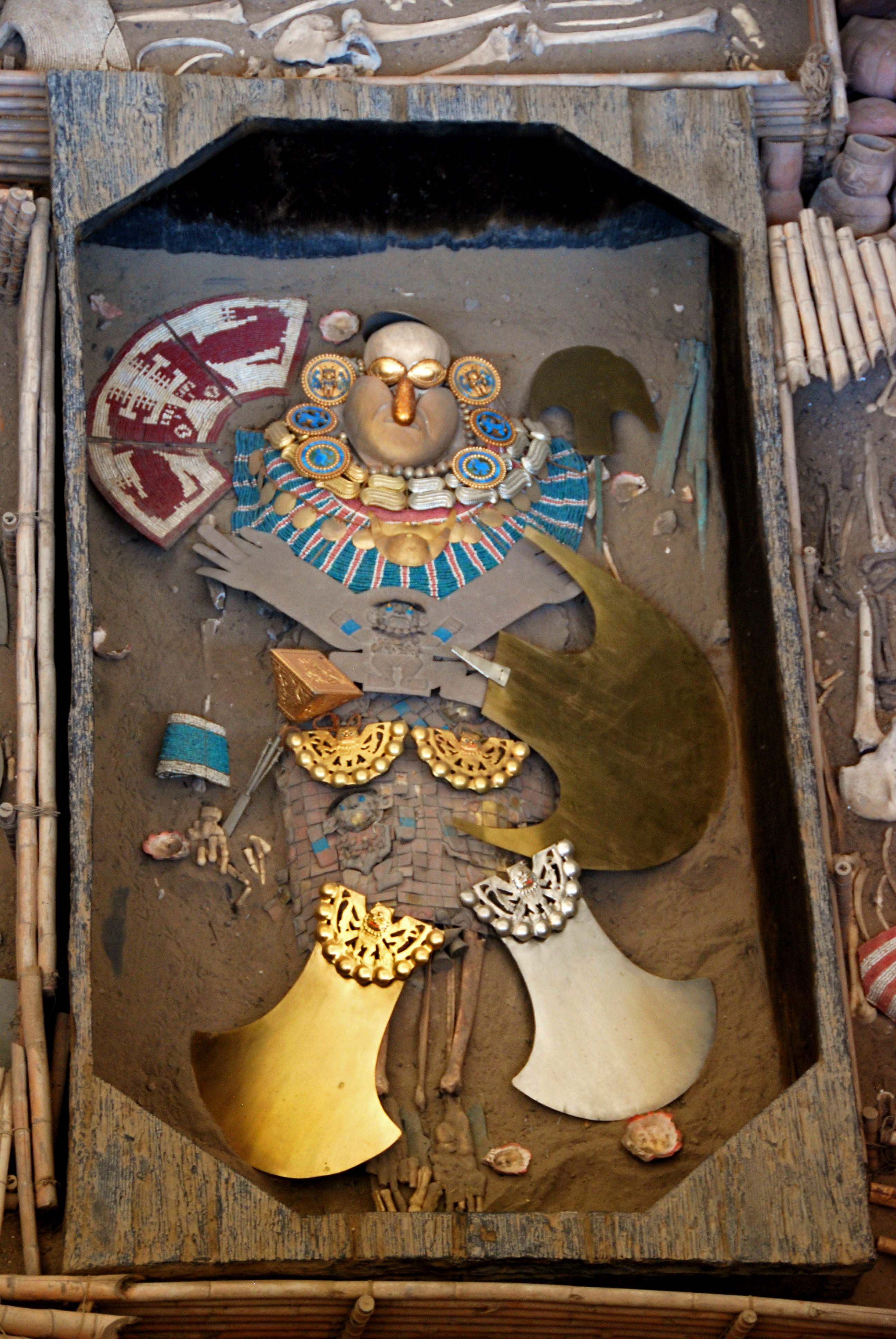
Mormântul lui Señor de Sipán.

Aproximativ 600 de obiecte care au fost recuperate în mormântul  Señorului de Sipán; iese în evidență îmbrăcămintea, care măsoară aproximativ 1.67 m, apoi trei perechi de cercei de aur și turcoaz și un colier format din douăzeci de alune, dintre care zece sunt din argint și zece din aur, referindu-se la dualitatea prezentă în cosmoviziunea mochica. Este un simbol religios principalilor zei, Soarele și Luna, și se referă la vizualizarea ambilor zei pe cer într-un moment al zilei. Adică echilibrul perfect dorit, în conformitate cu mitologia mochica. În plus arahidele, însemnau începutul, renașterea.
Lângă Señor de Sipán au mai fost găsite rămășițele altor opt persoane, trei femei, patru bărbați și un băiat. Se crede că femeile ar fi fost concubine, în timp ce bărbații au fost interpretați ca fiind: un comandant militar, doi paznici și un soldat, aceștia din urmă cu picioarele amputate. În plus, s-au găsit rămășițele a două lame și a unui câine.

## Preotul
Sub mormântul Señorului de Sipán, au fost găsit două morminte, acela al unui preot și acela al Bătrânului Señor de Sipán.
În cel al preotului, au fost găsite piese care indicau că acesta ar fi fost unul dintre personajele principale în ierarhia religioasă a Civilizației Mochica. Acest preot, conform analizei ADN efectuate, a fost contemporan cu Señor de Sipán. Între piesele găsite, se disting ca simboluri religioase, soarele și luna, cupa sau bolul pentru sacrificii, o coroană de cupru poleită cu aur și împodobită cu o bufniță cu aripile întinse, și alte obiecte pentru cultul Soarelui și a Lunii. Este limpede că era un teocrat.

Mască în Muzeul Mormintele regale din Sipán

## Bătrânul Señor de Sipán
Cu toate acestea, prin aceeași analiză a ADN-ului, s-a dovedit că, cu o diferență de patru generații, Bătrânul Señor de Sipána fost un strămoș direct al lui Señor de Sipán, deci se poate presupune că ierarhia era ereditară.

## ADN-ul
Bazându-se pe teste de ADN și arheologice s-a putut să se stabilească caracteristicile lui Señor de Sipán cum ar fi culoarea pielii, forma buzelor, culoarea părului, a ochilor și alte trăsături fizionomice. De asemenea, savanții au fost în măsură să stabilească și vârsta, astfel că reconstrucția fizică corespunde întrutotul realității. A avut Rh negativ, ceea ce indică faptul că el a avut un tip de sânge puțin frecvent.

## Muzeul

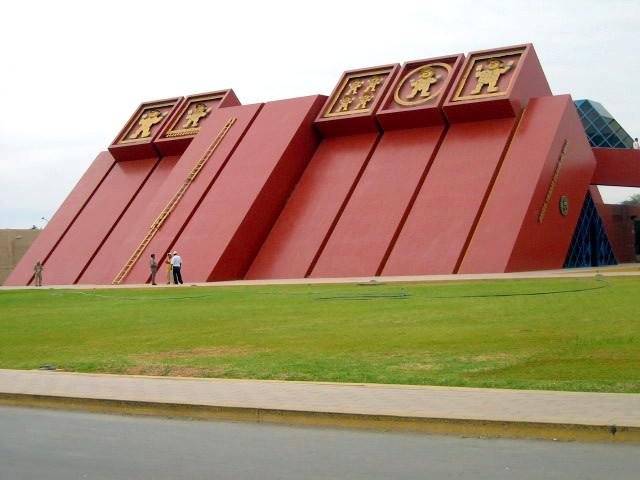
Muzeul Mormintele regale din Sipán.

Având în vedere importanța colosală a descoperirii, cercetătorul și savantul Walter Alva a impulsionat construirea unui muzeu numit Mormintele Regale din Sipán, care a fost inaugurat în anul 2002. Acesta este situat în Lambayeque, și a fost inspirat de vechi piramide trunchiate din Civilizația Moche prehispanică, (secolul VII d. Cr.). Muzeul are în custodie mai mult de două mii de piese din aur.